# Юханссон, Йенни
Йенни Юханссон (швед. Jenny Johansson; 19 января 1977) — шведская ориентировщица, победительница чемпионатов мира по спортивному ориентированию.
Впервые заявила о себе на элитном уровне в 2000 году на третьем чемпионате Европы в городе Трускавец. Йенни выиграла золотую медаль на короткой дистанции (англ. Short distance).
Через четыре года на пятом чемпионате Европы выиграла серебряную медаль в спринте и в составе эстафетной команды выиграла золото.
Многократный призер чемпионатов мира — в 2001 и 2005 годах она завоевывала серебро на средней дистанции, а в 2003 году бронзу в спринте. Пять раз становилась призером и победителем женской эстафеты на чемпионатах мира.
Травма ахиллова сухожилия не дает ей полноценно тренироваться с 2005 года. Несмотря на это, выступает за свой клуб Ulricehamns OK на таких известных эстафетах как Tiomila и Venla. Три раза со своим клубом Ulricehamns OK становилась победителем эстафеты Венла (англ. Venla).